# 乗務員宿泊所
乗務員宿泊所（じょうむいんしゅくはくじょ）は、鉄道・バスなどの乗務員が出先地などで宿泊する設備をいう。

## 概要
鉄道の場合、乗務員区所および終着駅・ターミナル駅・車両基地にあり、大人数が一度に入浴できる浴場あるいはシャワーカプセルや便所、約3畳から4畳ぐらいの一人一部屋で構成されるものが多い。事業者によっては同じ行路で乗務する同性の運転士と車掌、およびそれらの見習い生が1つの部屋に泊まることがある。駅構内や車両基地などに宿泊設備を設置できない場合は、近隣の宿泊施設（旅館やビジネスホテル等の部屋を貸切）やアパート、雑居ビルの一室を借りることもある。国鉄時代には運転区や車掌区が民家の一間を借り入れて宿泊所として使用する「外泊所」もあった。
部屋内にはベッド・起床装置が備え付けられている。起床装置はあらかじめセットされた時刻になると敷き布団の下に敷いてあるクッションが空気圧で膨らんで起こすものや、チャイムあるいはオルゴールが鳴動して起こすものなどがある。時間管理が大切な乗務員にとっては起床装置は必須な設備である。
また、出先での点呼およびアルコール検査や業務連絡などを行えるように通信設備も必需品で、鉄道電話またはテレビ電話あるいは固定電話を引き込んだり、宿泊所を利用する乗務員に業務用の携帯電話を携行させたりしている。乗務員区所内の場合は事務室とのインターホンを設置することがある。